# Pio IX (microregio)
Pio IX is een van de 15 microregio's van de Braziliaanse deelstaat Piauí. Zij ligt in de mesoregio Sudeste Piauiense en grenst aan de microregio's Alto Médio Canindé, Chapada do Araripe (CE), Picos, Sertão de Inhamuns (CE) en Valença do Piauí. De microregio heeft een oppervlakte van ca. 4.333 km². In 2006 werd het inwoneraantal geschat op 53.059.
Zes gemeenten behoren tot deze microregio:
- Alagoinha do Piauí
- Alegrete do Piauí
- Francisco Santos
- Monsenhor Hipólito
- Pio IX
- Santo Antônio de Lisboa

Mesoregio's: Centro-Norte Piauiense · Norte Piauiense · Sudeste Piauiense · Sudoeste Piauiense

Microregio's: Alto Médio Canindé · Alto Médio Gurguéia · Alto Parnaíba Piauiense · Baixo Parnaíba Piauiense · Bertolínia · Campo Maior · Chapadas do Extremo Sul Piauiense · Floriano · Litoral Piauiense · Médio Parnaíba Piauiense · Picos · Pio IX · São Raimundo Nonato · Teresina · Valença do Piauí